# Jegălia
Jegălia est une commune roumaine située dans le județ de Călărași.